# Cerkiew Podwyższenia Krzyża Pańskiego w Horodyszczu
Cerkiew Podwyższenia Krzyża Pańskiego – prawosławna cerkiew w Horodyszczu (rejon baranowicki obwodu brzeskiego), w dekanacie baranowickim eparchii pińskiej i łuninieckiej Egzarchatu Białoruskiego Patriarchatu Moskiewskiego.

## Historia
Pierwsze cerkwie prawosławne w Horodyszczu, św. Jerzego i Trójcy Świętej, zostały wzniesione przez właścicieli miejscowych dóbr – Chodkiewiczów, podupadły jednak, gdy ród ten przyjął katolicyzm. Obecnie funkcjonująca drewniana świątynia została ufundowana przez starostę kowieńskiego Michała Paca. W momencie budowy była to cerkiew unicka. Na własność Rosyjskiego Kościoła Prawosławnego przeszła po synodzie połockim, gdy zlikwidowany został cały Kościół unicki w Imperium Rosyjskim z wyjątkiem diecezji chełmskiej.
W 1879 budynek przeszedł kompleksową przebudowę, po której nadano mu cechy stylu bizantyjsko-rosyjskiego. W II połowie XIX w. działała przy nim szkoła ludowa. Cerkiew w Horodyszczu w latach 1867–1919 była jedynie świątynią filialną, gdyż władze carskie odebrały katolikom kościół Najświętszej Maryi Panny w tej samej miejscowości i poleciły przebudować go na cerkiew. Obiekt ten został zwrócony pierwotnym właścicielom w 1919. 

## Architektura
Jest to budowla trójdzielna, z prostokątnym przedsionkiem, pojedynczą nawą na planie kwadratu i jednym ołtarzem. Pomieszczenie ołtarzowe zamyka wieloboczna absyda. Nad nawą znajduje się dach czterospadowy zwieńczony cebulastą kopułą na ośmiobocznym bębnie. Budynek jest z zewnątrz bogato dekorowany gzymsami, lizenami, obramowaniami okien, typowymi dla architektury bizantyjsko-rosyjskiej. We wnętrzu świątyni znajduje się drewniany ikonostas z lat 70. XIX w., ustawiony na miejscu starszego, wykonanego w 1815. Dzwonnica cerkiewna jest wolno stojącą konstrukcją krytą dachem czterospadowym, powstałą w latach 40. XIX w..